# Tea (South Dakota)
Tea ist eine Kleinstadt (mit dem Status „City“) im Lincoln County im US-amerikanischen Bundesstaat South Dakota. Das U.S. Census Bureau hat bei der Volkszählung 2020 eine Einwohnerzahl von 5598 ermittelt.

## Geografie
Tea liegt im Südosten South Dakotas, rund 15 km westlich des Big Sioux River, der die Grenze zu Iowa bildet. Die geografischen Koordinaten von Tea sind 43°26′47″ nördlicher Breite und 96°50′09″ westlicher Länge. Das Stadtgebiet erstreckt sich über eine Fläche von 4,38 km².
Das Stadtzentrum von Sioux Falls liegt 20,1 km nordöstlich von Tea. Weitere benachbarte Ortschaften sind Harrisburg (12,8 km ostsüdöstlich), Worthing (19 km südsüdöstlich), Lennox (14,8 km südsüdwestlich) und Chancellor (20,5 km südwestlich).
Die nach Sioux Falls nächstgelegenen weiteren Großstädte sind Minneapolis in Minnesota (400 km ostnordöstlich), Rochester (398 km östlich), Iowas Hauptstadt Des Moines (444 km südöstlich), Omaha in Nebraska (286 km südsüdöstlich) und Fargo in North Dakota (403 km nördlich).

## Verkehr
Östlich von Tea verläuft die Interstate 29, die von Kansas City in Missouri nach Winnipeg in der kanadischen Provinz Manitoba führt. Alle Straßen innerhalb des Stadtgebiets von Tea sind untergeordnete Landstraßen, teils unbefestigte Fahrwege oder innerörtliche Verbindungsstraßen.
Der nächste Flughafen ist der 22,4 km nordöstlich gelegene Sioux Falls Regional Airport, der größte Flughafen South Dakotas.

## Demografische Daten
Nach der Volkszählung im Jahr 2010 lebten in Tea 3806 Menschen in 1254 Haushalten. Die Bevölkerungsdichte betrug 868,9 Einwohner pro Quadratkilometer. In den 1254 Haushalten lebten statistisch je 3,04 Personen.
Ethnisch betrachtet setzte sich die Bevölkerung zusammen aus 96,9 Prozent Weißen, 0,7 Prozent Afroamerikanern, 0,1 Prozent amerikanischen Ureinwohnern, 0,1 Prozent Asiaten sowie 0,3 Prozent aus anderen ethnischen Gruppen; 1,9 Prozent stammten von zwei oder mehr Ethnien ab. Unabhängig von der ethnischen Zugehörigkeit waren 1,3 Prozent der Bevölkerung spanischer oder lateinamerikanischer Abstammung.
37,5 Prozent der Bevölkerung waren unter 18 Jahre alt, 59,5 Prozent waren zwischen 18 und 64 und 3,0 Prozent waren 65 Jahre oder älter. 49,4 Prozent der Bevölkerung war weiblich.

Das mittlere jährliche Einkommen eines Haushalts lag bei 75.136 USD. Das Pro-Kopf-Einkommen betrug 29.682 USD. 6,0 Prozent der Einwohner lebten unterhalb der Armutsgrenze.